# Puig de de la Gorda
Puig de de la Gorda är en bergstopp i Spanien.   Den ligger i provinsen Província de Girona och regionen Katalonien, i den östra delen av landet, 500 km öster om huvudstaden Madrid. Toppen på Puig de de la Gorda är 1 103 meter över havet.
Terrängen runt Puig de de la Gorda är lite bergig. Runt Puig de de la Gorda är det ganska glesbefolkat, med 39 invånare per kvadratkilometer. Närmaste större samhälle är Olot, 8,9 km öster om Puig de de la Gorda. I omgivningarna runt Puig de de la Gorda växer i huvudsak blandskog.